# ポリフェノール
ポリフェノール（polyphenol）は複数のフェノール性ヒドロキシ基（ベンゼン環、ナフタレン環などの芳香環に結合したヒドロキシ基）を分子内に持つ植物成分の総称。

植物由来のポリフェノールであるタンニン酸。一次代謝で得られた単糖（グルコース）を元に、フェニルプロパノイド由来の10当量の没食子酸がエステル化されて生成される。

ほとんどの植物に含有され、5,000種以上ある。光合成によってできる植物の色素や苦味の成分であり、植物細胞の生成、活性化などを助ける働きを持つ。

ポリフェノールのC-グルコシド構造(グルコースに基づく配糖体)はプエラリンに代表されるように、フェノールと糖類の結合体である。

合成可能な低分子エラギタンニンの例としてテリマグランジンIIがある。

## 語源
接頭辞の"poly(多数の・多量の)"と"phenol(石炭酸)"から成る。

## 効果
香料や色素として古くから食品、化粧品に使われていたが、1992年、フランスのボルドー大学の科学者セルジュ・ルノーが、「フランス、ベルギー、スイスに住む人々は、他の西欧諸国の人々よりもチーズやバターといった乳脂肪、肉類、フォアグラなどの動物性脂肪を大量に摂取しているにもかかわらず、心臓病の死亡率が低い」という説を打ち出し、彼らが日常的に飲んでいる赤ワインに着目。人間を始めとする動物が、赤ワインに豊富に含まれる「ポリフェノール」を摂取すると、動脈硬化や脳梗塞を防ぐ抗酸化作用、ホルモン促進作用が向上すると発表した。
学者の中には、フランスで心筋梗塞が少ないのはワインのポリフェノール効果ではなく、「ワインの飲みすぎで肝疾患で死ぬ人が多いから、相対的に心疾患で死ぬ人が少ないだけだ」、あるいは「フランス人の心臓疾患の発症率がアメリカ人の1/3なのは、単にアメリカ人に比べて1回の食事量が少ないからだ」と考える者も存在する。これらの観察や議論は「フレンチパラドックス（フランスの逆説）」と呼ばれ、1990年代初頭、世界的に広まった。
赤ワインに含有する抗酸化物質「レスベラトロール」はヒトに対する健康効果は無いとの研究報告がJournal of the American Medical Association Internal Medicineに掲載された。

## 定義の問題
厳密に考えれば「ポリフェノール」という名称は俗称に近い。本来、ポリフェノールという言葉が、化学的な用語として指すべきなのは、フェノール性水酸基を多数持つ物質ではなく、ポリマーとしてフェノールが多数連結したフェノール樹脂のような物質である。しかし、現在は前者としての用法が俗に広まってしまっている。
置換を受ける骨格を想定すれば、モノ置換体(一置換体)、ジ置換体(二置換体)、という流れで、ポリ置換体として「ポリフェノール」と表現するのは適切に思えるかもしれない。しかし、「フェノール」とはベンゼン環に水酸基が一つ付いている特定の化合物(石炭酸)を指す言葉であり、ベンゼン環についた水酸基そのものを示す言葉ではない。あくまでも「フェノール様の性質を示す水酸基」として「フェノール性水酸基」と呼ぶのであって、「フェノール基」とは言わないことに注意したい。
加えて、一般に複雑な構造を持つ物質が「ポリフェノール」と称されるときは、もはや置換を受けた物質と考えるよりも、官能基として水酸基が付いていると考える方が自然なものは数多く存在する。
一意的な解釈が崩れており、良く定義されていると言えないため、ポリフェノールという名称を専門的な場では用いるのは非推奨である。

## 代表的なポリフェノール
- オレウロペイン - オリーブの葉に多く含まれる。
- フラボノイド
  - カテキン - ワイン、茶、リンゴ、ブルーベリーに多く含まれる。殺菌作用を始め、血中コレステロールを低下させたり、高血圧を予防したりといった効果がある。
  - アントシアニン - ブドウの実皮やムラサキイモ、ブルーベリー、などの赤紫色をした植物体に多く含まれている色素成分。肝機能の向上を助け、疲れ目の解消などにも効果的といわれる。
  - プロアントシアニジン-アカシア樹皮抽出物、ブドウ種子抽出物、松樹皮抽出物、ワイン
  - タンニン - 茶、赤ワイン、柿、バナナなどに含まれる渋味成分。カテキン同様、殺菌効果がある。
  - ルチン - ビタミンPの一種で、ソバに含まれる。
  - イソフラボン - 大豆や大豆加工商品（豆腐、納豆など）、葛、葛粉などに含まれる。エストロゲンと同様の働きをするため、アンチエイジングなどの視点から着目されている。
- フェノール酸
  - クロロゲン酸　- コーヒーに多く含まれる。消化器、代謝性疾患を改善する作用がある。
- エラグ酸 - イチゴなどに含まれるポリフェノール。美白効果があり、化粧品に多用されている。
- リグナン - ゴマに多く含まれる。セサミンもこの一種。
- クルクミン - ウコンに多く含まれる。
- クマリン - サクラの葉、シナモン、パセリ、モモ、柑橘類に多く含まれる。甘い香りのもと。軽油識別剤として、灯油およびA重油に添加される。

## 中毒
2014年に北海道の牧場で、肉用牛13頭と乳用牛2頭の計15頭が腎臓の障害などで死亡。死因は、ドングリに含まれるポリフェノールの過剰摂取による中毒であった。過剰摂取は、人間でも便秘や女性ホルモンの乱れが生じる恐れがある。